# ライオンズゲートブリッジ

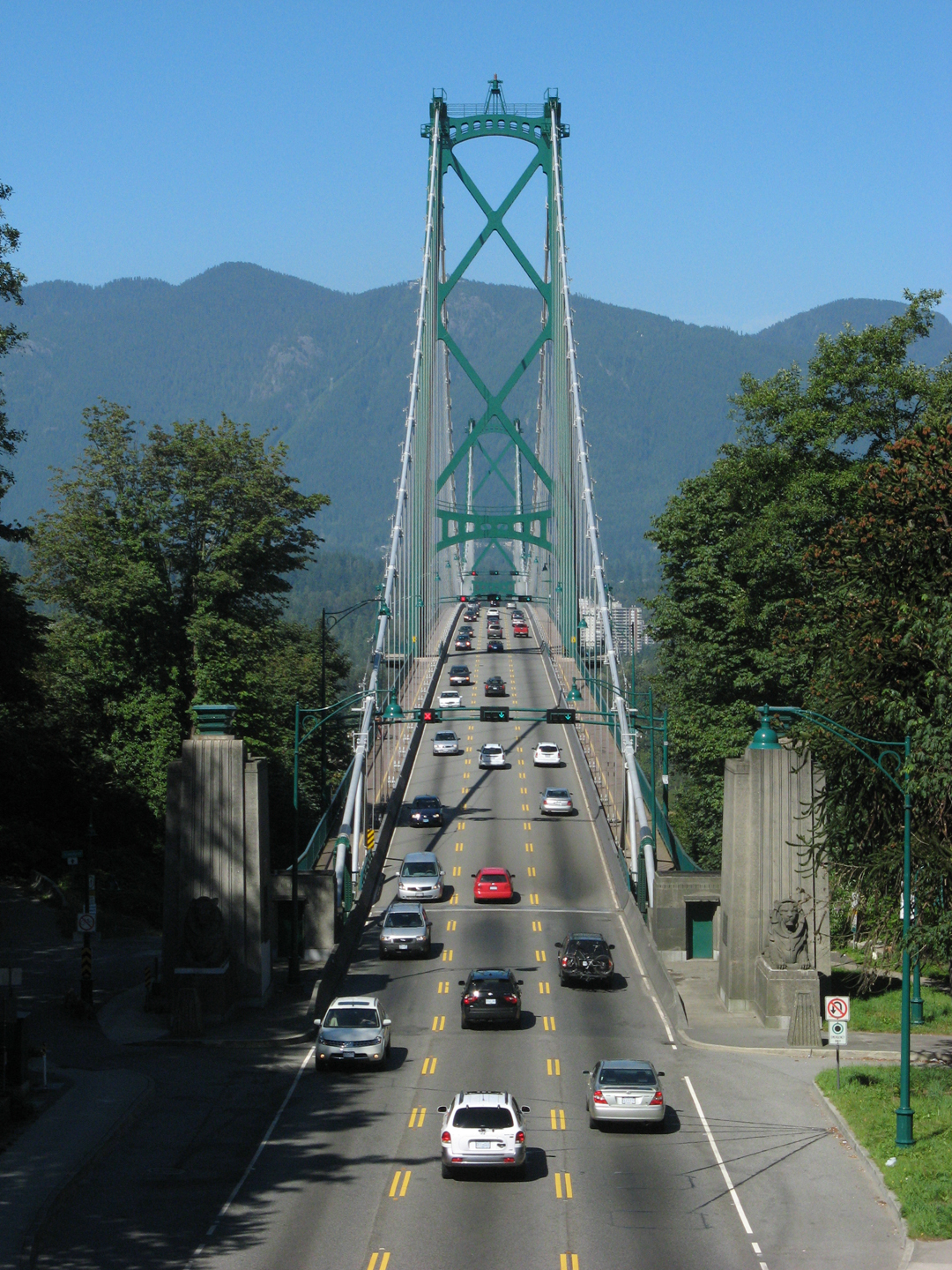
ライオンズゲートブリッジ

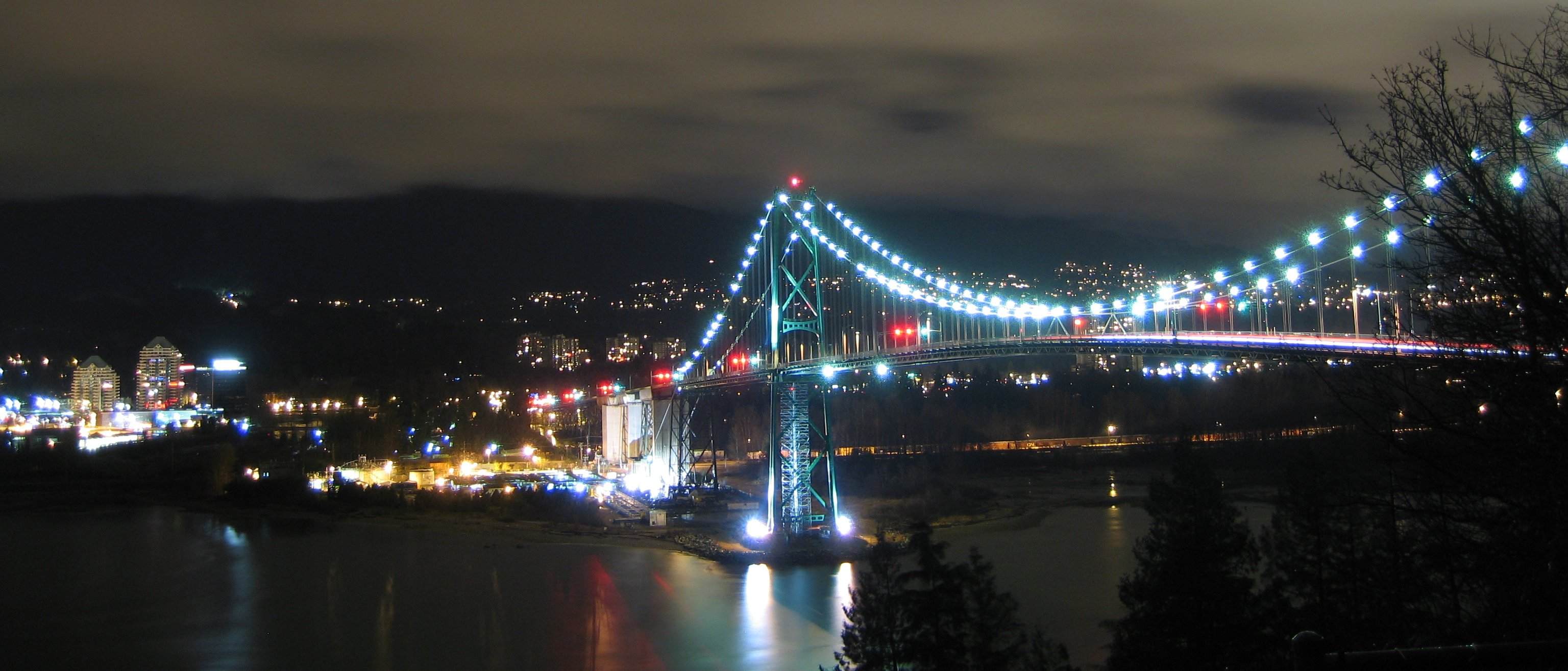
バンクーバー側のスタンレーパークから見た夜のライオンズゲートブリッジ

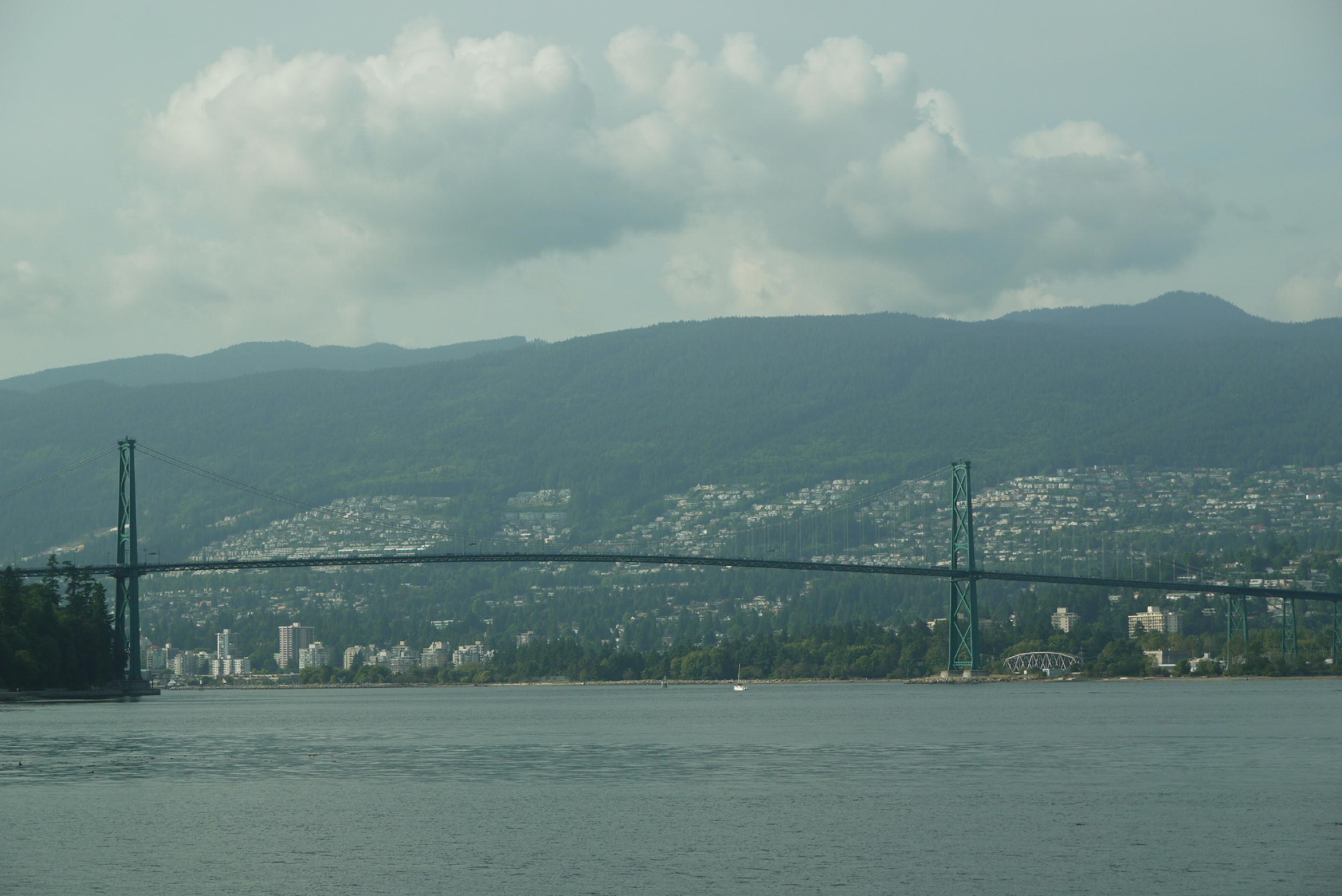
バンクーバー側のスタンレーパークから見た昼のライオンズゲートブリッジとウエストバンクーバーの住宅街

ライオンズゲートブリッジ（英: Lions Gate Bridge）は、カナダ、ブリティッシュコロンビア州・メトロバンクーバーにある吊り橋。ライオン橋とも呼ばれる。1938年完成。
バラード入り江のファーストナローズ（First Narrows）を跨いで、バンクーバーとノースショア（ウェストバンクーバー（地区）、ノースバンクーバー（市）、ノースバンクーバー（地区））を結んでいる。
橋長は、ブリティッシュコロンビア州道99号線と1A号線の高架部分を含めると約1,823メートルであり、つり橋のみでは約1,517.3メートルである。2本の主塔は111メートルの高さがある。バンクーバー港に入港する船は本橋の下を通る必要があるが、安全のために61メートル以上の高さの船は入港できない（中国からガントリークレーンを港に搬入した際には潮が引くのを待って橋下を輸送船が通航した）。
この橋は、南のバンクーバー側はスタンレーパークにあり標高が高いのに対し、北のノースショア側が低いところにあるため、北側には高架の区間が設けられている。
車線は合計3車線で、中央車線は信号処理により時間帯で通行方向が切り替わるリバーシブルレーンとなっている。1日の交通量は60,000台から70,000台である。チェーンを着用した車と13トン以上の商業用トラックは走行を禁止されている。この橋はブリティッシュコロンビア州立ハイウェイ99号線と1A号線でもある。
交通量が多いのに橋の上では3車線なので通勤時間帯は大渋滞を起こす。時間帯にもよるがノースショア側では5車線から1車線に合流する場合もある。

## 歴史
バラード入り江の入り口のこの場所に橋を架けるというアイデアは1890年に提唱された。1927年には架橋の是非を問う投票が行われたが、この時には反対票が上回り否決された。
その後、ブリティッシュコロンビア州政府で働いていたアルフレッド・J・T・テイラーが架橋計画を推進する。テイラーはギネスビールで有名なギネス一族に出資を求め、ノースショア側の新興住宅地（現在のブリティッシュ・プロパティ）建設に投資させ、その一環としての架橋への融資をとりつけた。そのため、この橋はギネス一族が所有する有料道路として開通することになった。
1933年12月13日に二度目の投票が行われ、得票の約70%が架橋計画に賛成したことで当局からも架橋許可が下りた。この架橋プロジェクトには、当時の世界恐慌へのバンクーバーの労働者や製造業に対する救済政策という面もあった。橋の設計はモントリオールのモンサラット＆プラットリー社に依頼され、吊橋方式が採用された。
橋本体の建設工事は1937年3月31日に開始され、約1年8か月後の1938年11月14日に開通を迎えた。総工費は587万3837.17カナダドルであった。ただし公式な開業日は翌年5月29日、ジョージ6世とエリザベス王妃がバンクーバーに行幸した日となっている。
先述した通り開業当時は（建設費用を回収するためもあり）有料橋で、通行料は自動車および馬車が1台25セント、歩行者及び自転車は1人5セントだった。1955年1月にブリティッシュコロンビア州政府に売却されたのち、1963年4月1日に無料開放され料金所も撤去された。また建設当初は2車線だったが、その後住宅地が拡大し需要が高まったことで時間によって通行方向を変える1車線を中央に増設し、3車線となった。1975年には北岸側の高架橋を架け替えた。
その後、2000年から2001年にかけて中央の吊橋部分の橋桁・路面の老朽化のために全面取り替えが実施された。1975年の高架橋の時と同じく、週末や夜間の限られた時間だけ橋を通行止めとして、一部分ずつ交換作業が行われた。橋桁・路面は橋から下の海に浮かぶはしけに下ろされ、同様にはしけから新しい部材が吊り上げられて該当位置に設置された。この時渋滞の解消のために新しい橋の架橋または拡幅、あるいは新しいトンネルによるバイパスなどの案も出されたが、財政的に最も負担の少ない交換が選ばれた。
橋には照明装置が付いており、夜間にライトアップされる。この照明装置は1986年のバンクーバー万博の際に、かつての所有者ギネス一族から寄付されたものが始まりである。初代の装置は100ワット水銀灯を使っていたが、2009年にLED電灯を使う新しい装置と交換された。この交換によって使用電力量は9割削減され、また年間3万ドルの電気料金とメンテナンスコストが削減された。